# Broadway (Carolina del Nord)
Broadway è un comune degli Stati Uniti d'America, situato in Carolina del Nord, diviso tra la contea di Lee e la contea di Harnett.